# Federal Register

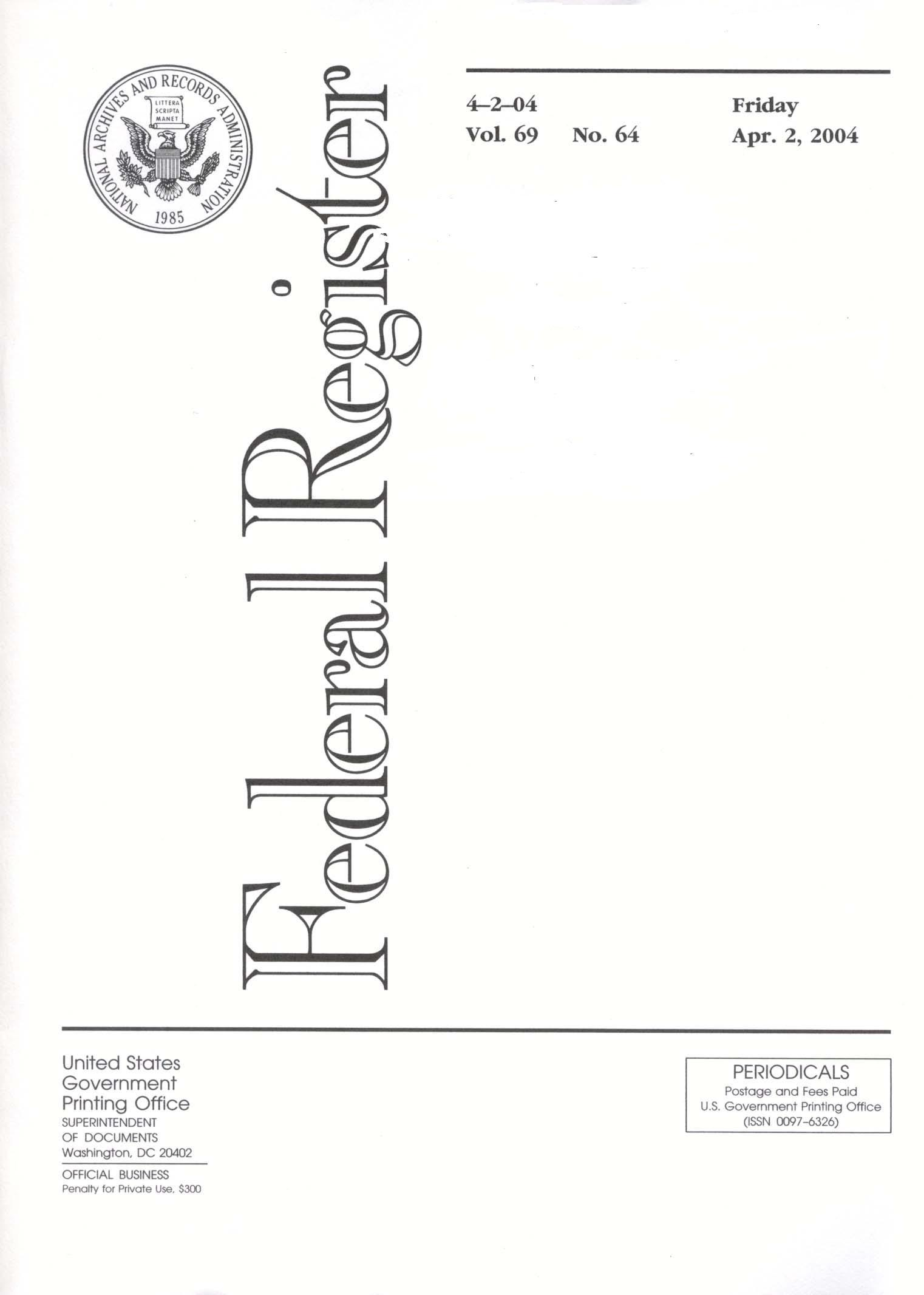

Federal Register (Федеральний реєстр, скорочено FR або Fed. Reg.) — офіційний журнал Федерального уряду США, який містить прийняті державними установами пропоновані правила та громадські повідомлення. Виходить щодня, крім федеральних свят. Остаточні правила, оприлюднені у федеральному агентстві та опубліковані у Federal Register, надалі реорганізуються за темами або предметами й кодифікуються в Кодексі федеральних правил (CFR), який щорічно оновлюється.
Federal Register не застосовує обмеження авторського права, тому всі опубліковані в ньому матеріали перебувають в суспільному надбанні.